# Impédance inductive
Cet article court présente un sujet plus développé dans : Impédance (électricité).
On appelle impédance inductive toute impédance {\displaystyle {\underline {Z}}} dont la partie imaginaire est positive (pour une inductance pure, la partie réelle est nulle et la partie imaginaire vaut {\displaystyle L\omega >0}, où {\displaystyle \omega } est la pulsation).